# Навязчивое десятилетие
Навязчивое десятилетие (рум. obsedantul deceniu) — эпоха в истории румынской литературы, относящаяся к концу 1950-х — началу 1960-х, которая характеризовалась появлением ряда произведений с антисталинской риторикой, осуждающих репрессии и другие преступления сталинской эпохи. Примерно в это же время в стране начался процесс десталинизации, завершившийся в начале 1960-х годов своеобразной «оттепелью».

## Некоторые произведения
- «Князь» (рум. Principele), автор Эуджен Барбу, 1969 год. Является своеобразной аллегорией на режим Георге Георгиу-Дежа. Действие разворачивается во время эпохи фанариотов, когда князь пытается построить некий канал (аллюзия на канал Дунай — Чёрное море), не заботясь о рабочих, которые массово погибают во время строительства[1].
- «F», автор Думитру Раду Попеску, 1969 год. В произведении описывается судебное расследование преступлений во время коллективизации и происходит попытка уравнять отказ говорить о преступлении с совершением этого преступления. Автор пытался разделить вину в преступлениях эпохи сталинизма между всеми причастными к ним[1].
- «Остинато» (рум. Ostinato), автор Паул Гома, 1971 год; «Птицы» (рум. Păsările, автор Александру Ивасюк[англ.], 1973 год. В обоих романах обсуждалось студенческое движение в Бухаресте 1956 года, за участие в котором обоих авторов арестовали. Гома опубликовал полностью свой роман в ФРГ, а Ивасюк вынужден был идти на уступки и публиковать роман после цензуры[2].